# Trío para piano n.º 2 (Mendelssohn)

Felix Mendelssohn Bartholdy en 1846

El Trío para piano n.° 2 en do menor, Op. 66 fue compuesto por Felix Mendelssohn en 1845 y publicado en febrero del año 1846. La obra está compuesta para un trío con piano formado por violín, violonchelo y piano. Mendelssohn dedicó la obra a su amigo el compositor y violinista Louis Spohr, quien tocó la pieza con él al menos una vez.

## Historia
En 1845, Mendelssohn comenzó a componer su segundo trío con piano en Frankfurt. Al enterarse de su estancia en la ciudad, muchos visitantes buscaron a Mendelssohn, incluido un estudiante inglés llamado W. S. Rockstro. Presentado a este joven estudiante, Mendelssohn lo invitó, junto con el violinista Ferdinand David, a leer partes de su nuevo trío con piano. Dedicado a Louis Spohr y presentado a Fanny Mendelssohn en su cumpleaños, lo terminó el 30 de abril de 1846.
El trío sirvió de inspiración a Johannes Brahms, y éste hizo referencia al tema inicial del final en el scherzo de su Sonata para piano n.º 3, op. 5, además de que la apertura del primer movimiento de este trío forma la base de la línea de piano del final de su Cuarteto para piano n.º 3 en do menor, op. 60.

## Estructura y análisis
El trío tiene cuatro movimientos. Una interpretación típica dura poco menos de 30 minutos.

### I. Allegro energico e con fuoco
Constituye uno de los usos más notables de la forma sonata por parte de Mendelssohn, el primer movimiento del trío con piano comienza con una textura tormentosa construida sobre arpegios en los tres instrumentos que invocan la obertura de las Hébridas y la Sinfonía escocesa del propio Mendelssohn. El tema principal del primer movimiento cita una de las Lieder Ohne Worte (Canciones sin palabras) de Mendelessohn, la op. 102, núm. 1. El esquema armónico general del movimiento pasa de la tónica en el tema primario al mediante en el tema secundario y se cierra en el dominante.

### II. Andante expresivo
El segundo movimiento presenta una canción de cuna para piano, tomando prestado su planteamiento rítmico de una de las Lieder Ohne Worte, la op. 19, núm. 6 ("Canciones de barcos venecianos"). La suave entrada del violín y el violonchelo sobre la línea de balanceo del piano convierte el movimiento en un Duett ohne Worte.

### III. Scherzo: Molto allegro quasi presto
Descrito por Mendelssohn como "un poco desagradable de tocar", este movimiento scherzo sigue un diseño de rondó lleno de pasajes imitativos que pasan a través de los tres instrumentos. Con reminiscencias de una bagatela, los tres instrumentos entran compensados por una corchea en la línea que se mueve rápidamente, creando un efecto de apilamiento. Como en los primeros scherzos de Mendelssohn, la forma lúdica y salvaje del movimiento mantiene su gran energía hasta el final. La alta energía del movimiento se ha comparado con la del scherzo del El sueño de una noche de verano del propio Mendelssohn, aunque también presenta motivos que se remontan al scherzo de su famoso Octeto de cuerda. La música se suaviza abruptamente y termina con nítidos acordes de pizzicato.

### IV. Finale: Allegro appassionato
Considerado como el movimiento más famoso del trío, el cuarto movimiento del trío se abre con un salto inusual en el violonchelo. Una característica notable del final de esta obra es el uso de la melodía de un coral. Después de la introducción del tema inicial, la obra cita Gelobet seist du, Jesu Christ, y luego se expande para incluir también una melodía de salterio ginebrino del siglo XVI, conocida por su asociación con el Salmo 100 (William Kethe), como la melodía culminante.